# NGC 4439
NGC 4439 est un jeune amas ouvert situé dans la constellation de la Croix du Sud. Il a été découvert par l'astronome écossais James Dunlop en 1826.
Selon la classification des amas ouverts de Robert Trumpler, cet amas renferme moins de 50 étoiles (lettre p) dont la concentration est moyenne (II) et dont les magnitudes se répartissent sur un petit intervalle (le chiffre 1). La classe inscrite au catalogue Lynga est la même, mais :a (signification ?) est ajouté.

## Observation
Avec une magnitude visuelle de 8,4, on peut observer l'amas avec des jumelles dont l'ouverture est de 40 à 50 mm.

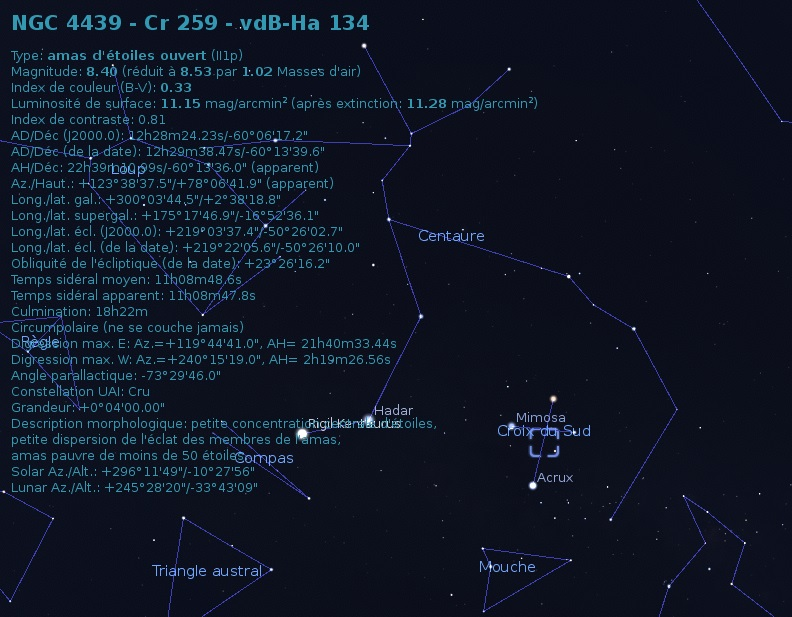
Localisation de NGC 4439 dans la constellation de Scorpion. (Stellarium)

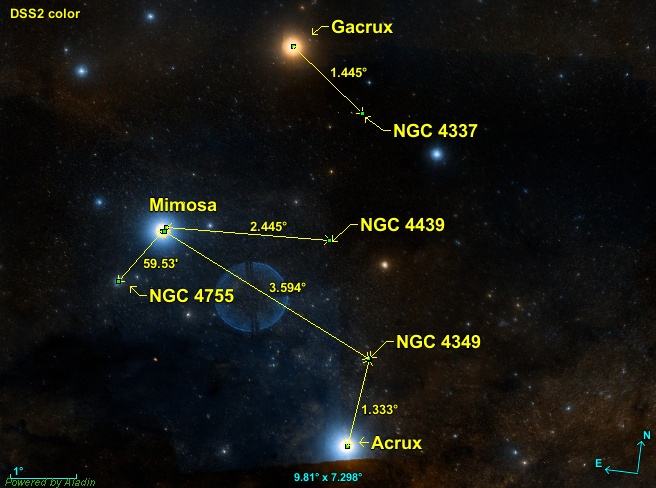
Position de NGC 4439 par rapport à deux étoiles.

NGC 4439 est situé à environ 1,3 degrés au nord-ouest de l'étoile d'Acrux (Alpha Crucis). Les amas ouverts NGC 4337, NGC 4349 et NGC 4755 se trouvent dans la même région du ciel.

## Caractéristiques
Certaines caractéristiques apparaissent sur la base de données Simbad, mais une publication très récente (2023) basée sur les mesures de la parallaxe par le satellite Gaia a permis une mise à jour importante des données. Les données du « GAIA EARLY DATA RELEASE 3 (GAIA EDR3) » ont également permis aux auteurs (Almeida, Monteiro et Dias) de cette publication d'estimer la masse de 773 amas ouverts, dont celle de NGC 4439 qui est de 282 ± 56 {\displaystyle M_{\odot }}.

### Distance
Selon Almeida et ses collègues, cet amas est à 1 780 ± 56 pc du système solaire.
La parallaxe moyenne des étoiles de l'amas a été obtenue des mesures effectuées par le satellite Gaia. Six valeurs semblables publiées dans de récents articles (2018 à 2022) sont indiquées sur la base de données Simbad : 0,508 ± 0,033 0 mas, 0,473 ± 0,057 0 mas, 0,474 ± 0,060 mas, 0,660 ± 0,053 mas, 0,474 ± 0,007 mas et 0,474 ± 0,060 mas. La valeur moyenne de la parallaxe et de leur incertitude sont égaux à 0,480 6 ± 0,043 4 mas, ce qui correspond à une distance de 2081+207
−171. Cette distance est compatible quoique un peu supérieure à celle proposée par Almeida et ses collègues.

### Taille
Selon les sources, la taille apparente de l'amas 4,0′, à  7,6'. En utilisant les plus grandes valeurs de la dimension apparente et de la distance, on obtient la taille maximale de l'amas, soit 16,49 al. De même, pour calculer la taille minimale de l'amas, il faut utiliser les plus petites valeurs de la dimension apparente et de la distance. On obtient une valeur de 7,24 al. De ces deux valeurs, on déduit que la taille de l'amas est égale à 11,9 ± 4,6 al.

### Vitesse
Aucune valeur de la vitesse n'est indiquée sur Simbad.

### Mouvement propre
Simbad indique sept couples de valeurs pour le mouvement propre de l'amas, dont six cinq semblables, qui proviennent d'articles publiés entre 2018 et 2022. Ces cinq couples en ascension droite et en déclinaison sont :
- −7,132 ± 0,092 mas/an et −0,432 ± 0,065 mas/an[10]
- −7,054 ± 0,209 mas/an et −0,374 ± 0,260 mas/an[11]
- −7,089 ± 0,145 mas/an et −0,431 ± 0,159 mas/an[12]
- −7,089 ± 0,026 mas/an et −0,431 ± 0,035 mas/an[6]
- −7,089 ± 0,145 mas/an et −0,431 ± 0,159 mas/an[13]

Les deux autres couples sont passablement différents et imprécis. Ils proviennent d'articles moins récents (2014 et 2017). Ces deux couples sont :
- −12,942 ± 1,300 mas/an et −5,335 ± 1,217 mas/an[14]
- −4,92 ± 4,51 mas/an et −2,78 ± 2,21 mas/an[15]

Le mouvement propre moyen obtenu des cinq premiers couples en ascension droite et en déclinaison est égal à −7,091 ± 0,123 mas/an et −0,409 ± 0,089 mas/an.

### Métallicité
Simbad indique une seule valeur de la métallicité, soit 0,019. Selon cette valeur, le pourcentage d'éléments lourds (plus lourd que l'hydrogène et l'hélium) de cet amas est égal à 104% (100,019) de celui du Soleil
Selon Almeida et ses collègues, la métallicité de l'amas est égale à 0,055 ± 0,070. Selon cette valeur, le pourcentage d'éléments lourds (plus lourd que l'hydrogène et l'hélium) de cet amas serait compris entre 97% (100,055 - 0,070) et 133% (100,055 + 0,070) de celui du Soleil.

### Âge
Selon Simbad et Lynga, cet amas est âgé de 81,1 Ma,, ce qui est nettement supérieur au 52,8+7,1
-6,3 millions d'années préconisés par Almeida et ses collègues.

## Étoiles
Simbad montre aussi un bouton nommé Children. En cliquant sur ce bouton, on atteint une section de cette base de données qui renferme un tableau contenant 72 entrées pour NGC 4439. Cependant, des étoiles (les Children) peuvent apparaître plusieurs fois dans la deuxième colonne du tableau, d'où le nombre de liens bibliographiques qui est supérieure au nombre d'étoiles. La quatrième colonne de ce tableau indique la probabilité que l'étoile appartienne à l'amas. En cliquant sur le titre de cette colonne, on peut classer la probabilité par ordre croissant ou décroissant. En cliquant sur la désignation de l'étoile, on atteint la page de Simbad qui résume ses propriétés.
On peut aussi accéder aux propriétés de certaines étoiles situées dans les environs de NGC 4439 en utilisant sur base de données Simbad la requête de recherche NGC 4439 NUM, où NUM est un nombre allant de 1 à 24. Le tableau ci-dessous résume le contenu de ces 24 étoiles.
| Num # | Nom         | α                | δ                 | type  | P (mas)         | d (pc)        | μα* (mas/an) | μδ* (mas/an) | mV    | Rem          |
| ----- | ----------- | ---------------- | ----------------- | ----- | --------------- | ------------- | ------------ | ------------ | ----- | ------------ |
| #6    | CPD-59 4247 | 12h 28m 35,6021s | -60° 06′ 26,4381″ |       | 3,0325 ± 0,0444 | 330 ± 5       | -29,021      | 0,662        | 11,04 | Nm           |
| #15   | CPD-59 4234 | 12h 28m 01,5091s | -60° 06′ 32,9241″ |       | 1,4284 ± 0,0153 | 700 ± 8       | -12,238      | -3,205       | 11,29 | Nm           |
| #15   | CPD-59 4234 | 12h 28m 01,5091s | -60° 06′ 32,9241″ |       | 1,4284 ± 0,0153 | 700 ± 8       | -12,238      | -3,205       | 11,29 | Nm           |
| #14   | NGC 4439 14 | 12h 28m 34,2655s | -60° 06′ 12,6579″ |       | 1,2651 ± 0,036  | 790 ± 23      | -8,614       | 0,49         | 12,76 | Nm           |
| #10   | CPD-59 4238 | 12h 28m 21,0862s | -60° 07′ 34,9594″ |       | 1,8442 ± 0,012  | 1185 ± 17     | -9,818       | -0,223       | 11,13 | Nm           |
| #16   | NGC 4439 16 | 12h 28m 10,9490s | -60° 05′ 39,9187″ |       | 0,7673 ± 0,0124 | 1303 ± 21     | -12,753      | 0,301        | 12,88 | Nm & Dbl/Mul |
| #4    | NGC 4439 4  | 12h 28m 36,3864s | -60° 06′ 01,0198″ |       | 0,6491 ± 0,0105 | 1541 ± 25     | -6,319       | -0,249       | 12,31 | Nm           |
| #2    | CD-59 4261  | 12h 28m 32,5687s | -60° 05′ 06,7942″ | B2:n  | 0,5709 ± 0,0395 | 1752+130 -113 | -6,934       | -0,57        | 9,64  | M?           |
| #1    | CD-59 4258  | 12h 28m 22,7721s | -60° 04′ 29,6277″ | B2III | 0,5484 ± 0,0146 | 1823+50 -47   | -7,129       | -0,346       | 10,44 |              |
| #12   | CPD-59 4240 | 12h 28m 26,4744s | -60° 06′ 15,6258″ | B6/7  | 0,5364 ± 0,0171 | 1864+61 -58   | -7,204       | -0,538       | 11,53 |              |
| #17   | NGC 4439 17 | 12h 28m 22,0596s | -60° 05′ 54,6747″ |       | 0,5301 ± 0,0095 | 1886 ± 34     | -7,750       | -1,118       | 12,95 | M?           |
| #7    | NGC 4439 7  | 12h 28m 35,4879s | -60° 07′ 06,6278″ |       | 0,518 ± 0,014   | 1931+54 -51   | -7,182       | -0,364       | 12,78 |              |
| #8    | CPD-59 4242 | 12h 28m 27,4601s | -60° 07′ 28,1377″ | B6/7  | 0,5068 ± 0,0163 | 1931+66 -61   | -7,194       | -0,395       | 11,64 |              |
| #5    | NGC 4439 5  | 12h 28m 35,8900s | -60° 06′ 56,7884″ |       | 0,5025 ± 0,012  | 1990+49 -46   | -7,122       | -0,587       | 10,44 |              |
| #3    | CD-59 4262  | 12h 28m 35,9490s | -60° 05′ 34,9860″ | B3IV  | 0,4963 ± 0,0232 | 2015+99 -90   | -7,122       | -0,587       | 10,44 |              |
| #13   | CPD-59 4243 | 12h 28m 30,0140s | -60° 06′ 28,7773″ |       | 0,4942 ± 0,0123 | 2023+52 -49   | -7,136       | -0,422       | 12,17 |              |
| #9    | NGC 4439 9  | 12h 28m 25,7979s | -60° 07′ 33,6567″ |       | 0,4801 ± 0,0206 | 2083+93 -86   | -7,183       | -0,368       | 12,79 |              |
| #18   | NGC 4439 18 | 12h 28m 21,2536s | -60° 05′ 21,0638″ |       | 0,3585 ± 0,0167 | 2789+136 -124 | -7,141       | 0,441        | 13,64 | Nm           |
| #11   | NGC 4439 11 | 12h 28m 20,4209s | -60° 07′ 22,2821″ |       | 0,2828 ± 0,0544 | 3536+842 -570 | -7,493       | -0,452       | 12,63 | Nm           |
| #19   | NGC 4439 19 | 12h 28m 28,8159s | -60° 05′ 38,5747″ |       | 0,2265 ± 0,0155 | 4415+324 -283 | -8,337       | -0,217       | 14,78 | Nm           |
| #20   | NGC 4439 20 | 12h 28m 32,10s   | -60° 08′ 10,0″    |       | ?               | ?             | ?            | ?            | 15,57 | ?            |
| #21   | NGC 4439 21 | 12h 28m 42,0s    | -60° 07′ 00″      |       | ?               | ?             | ?            | ?            | 13,47 | ?            |
| #22   | NGC 4439 22 | 12h 28m 12,0s    | -60° 04′ 00″      |       | ?               | ?             | ?            | ?            | 13,70 | ?            |
| #23   | NGC 4439 23 | 12h 28m 42,0s    | -60° 07′ 00″      |       | ?               | ?             | ?            | ?            | 14,48 | ?            |
| #24   | NGC 4439 24 | 12h 28m 42,0s    | -60° 07′ 00″      |       | ?               | ?             | ?            | ?            | 14,53 | ?            |

- Nm = Non membre
- Dbl/Mul = Double ou multiple.
- M? = Membre ou pas de l'amas